# Neuseeländische Badmintonmeisterschaft 1938
Die Neuseeländische Badmintonmeisterschaft 1938 fand in Hamilton statt. Es war die zwölfte Austragung der Badmintonmeisterschaften von Neuseeland. 	

## Titelträger
| Disziplin    | Sieger                              |
| ------------ | ----------------------------------- |
| Herreneinzel | Phil Hawksworth                     |
| Dameneinzel  | Nancy Fleming                       |
| Herrendoppel | Phil Hawksworth G. A. Pearce        |
| Damendoppel  | Margaret Hawksworth Mavis Kerr      |
| Mixed        | Phil Hawksworth Margaret Hawksworth |